# توماس فلورنوي فوستر
توماس فلورنوي فوستر (بالإنجليزية: Thomas Flournoy Foster)‏ (و. 1790 – 1848 م)هو سياسي، ومحامي من الولايات المتحدة الأمريكية .
وهو عضو في الحزب الديمقراطي الأمريكي .
توفي في كولومبوس .

## التعليم
تعلم في جامعة جورجيا.